# La Charmée
La Charmée é uma comuna francesa na região administrativa de Borgonha-Franco-Condado, no departamento Saône-et-Loire. Estende-se por uma área de 14,05 km². Em 2010 a comuna tinha 715 habitantes (densidade: 50,9 hab./km²).